# 3I/ATLAS
3I/ATLAS, cunoscută și sub denumirea de C/2025 N1 (ATLAS) și anterior sub denumirea de A11pl3Z, este o cometă interstelară descoperită de stația Asteroid Terrestrial-impact Last Alert System (ATLAS) din Río Hurtado, Chile, la 1 iulie 2025. Când a fost descoperită, aceasta intra în sistemul solar interior la o distanță de 4,5 unități astronomice (670 milioane km) de Soare. Cometa urmează o traiectorie hiperbolică nelimitată, trecând pe lângă Soare cu o viteză hiperbolică foarte mare, de 58 km/s față de Soare. 3I/ATLAS nu se va apropia la mai puțin de 1,8 UA (270 milioane km) de Pământ, deci nu reprezintă o amenințare. Este al treilea obiect interstelar confirmat care traversează Sistemul Solar, după 1I/ʻOumuamua (descoperit în octombrie 2017) și 2I/Borisov (descoperit în august 2019).
3I/ATLAS este o cometă activă formată dintr-un nucleu solid de gheață și o coamă, care este un nor de gaz și praf înghețat care se desprinde din nucleu. Dimensiunea nucleului cometei 3I/ATLAS este incertă, deoarece lumina sa nu poate fi separată de cea a cometei. Soarele este responsabil pentru activitatea cometei, deoarece încălzește nucleul acesteia sublimând gheața în gaz, care se degajă și ridică praful de pe suprafața cometei pentru a forma coama. Imaginile realizate de Telescopul Spațial Hubble sugerează că diametrul nucleului lui 3I/ATLAS este cuprins între 0,32 și 5,6 km, cel mai probabil diametru fiind mai mic de 1 km. Pe măsură ce se apropie de Soare, coama și coada se măresc.
3I/ATLAS se va apropia cel mai mult de Soare la 29 octombrie 2025, la o distanță de 1,36 UA (203 milioane km) de Soare. Cometa pare să provină din discul gros al Căii Lactee, unde se află stelele mai vechi, ceea ce înseamnă că ar putea avea o vechime de cel puțin 7 miliarde de ani (mai veche decât Sistemul Solar) și ar putea avea o compoziție bogată în apă. Conform observațiilor efectuate până în prezent cometa conține apă sub formă de granule de gheață solidă și vapori de apă. Se presupune că în 3I/ATLAS există și alte ghețuri volatile, precum dioxidul de carbon și monoxidul de carbon, deși aceste substanțe nu au fost încă detectate. Observațiile viitoare efectuate cu instrumente mai sensibile, precum telescopul spațial James Webb, vor ajuta la determinarea compoziției lui 3I/ATLAS.

## Descoperire
3I/ATLAS a fost descoperit la 1 iulie 2025 de telescopul de cercetare ATLAS finanțat de NASA la Río Hurtado, Chile. Cu o magnitudine aparentă de 18, obiectul nou descoperit a intrat în sistemul solar interior cu o viteză de 61 km/s față de Soare, situat la 3,50 UA (524 milioane km) de Pământ și la 4,51 UA de Soare, și s-a deplasat pe cer de-a lungul graniței constelațiilor Șarpele și Săgetătorul, în apropierea planului galactic.  I s-a atribuit denumirea provizorie „A11pl3Z”, iar observațiile descoperirii au fost transmise Centrului pentru Planete Mici (MPC) al Uniunii Astronomice Internaționale. Aceste observații au sugerat inițial că obiectul ar putea avea o traiectorie foarte excentrică, care ar putea să se apropie de orbita Pământului, ceea ce a determinat MPC să includă obiectul în pagina de confirmare a obiectelor din apropierea Pământului.
Observațiile ulterioare efectuate de alte observatoare, implicând atât astronomi profesioniști, cât și amatori, au început să arate că traiectoria obiectului nu se va apropia de Pământ, ci ar putea fi interstelară, cu o traiectorie hiperbolică. Observațiile pre-descoperire ale 3I/ATLAS au confirmat traiectoria sa interstelară; acestea au inclus observațiile Zwicky Transient Facility (ZTF, codul observatorului I41) din 28 până în 29 iunie 2025, care au fost găsite în câteva ore de la raportul inițial, observațiile ZTF din 14 până în 21 iunie 2025, și observațiile ATLAS din perioada 25-29 iunie 2025. Astronomul amator Sam Deen a remarcat observații suplimentare ATLAS anterioare descoperirii, efectuate între 5 și 25 iunie 2025, și a suspectat că 3I/ATLAS nu a fost descoperită mai devreme deoarece trecea în fața câmpurilor stelare dense ale Centrului Galactic, unde cometa ar fi fost greu de distins.
Observațiile inițiale ale 3I/ATLAS nu au clarificat dacă 3I/ATLAS este un asteroid sau o cometă. Diverși astronomi, printre care Alan Hale, au raportat că nu prezintă caracteristici cometare, dar observațiile din 2 iulie 2025 efectuate de Deep Random Survey (X09) în Chile, Lowell Discovery Telescope (G37) din Arizona și Canada–France–Hawaii Telescope (T14) din Mauna Kea au arătat o comă marginală și o coadă scurtă de 3 arcsecunde în lungime unghiulară, ceea ce indica faptul că obiectul este o cometă.. La 2 iulie 2025, MPC a anunțat descoperirea lui 3I/ATLAS și i-a atribuit denumirea de obiect interstelar „3I”, ceea ce înseamnă că este al treilea obiect interstelar confirmat. MPC a atribuit, de asemenea, lui 3I/ATLAS denumirea de cometă neperiodică C/2025 N1 (ATLAS). Până la momentul anunțării lui 3I/ATLAS, MPC colectase 122 de observații ale cometei de la 31 de observatoare diferite.